# Oblastní rada Megido
Oblastní rada Megido (hebrejsky מועצה אזורית מגידו‎, mo'aca ezorit Megido, anglicky Megiddo Regional Council) je oblastní rada v Severním distriktu v Izraeli.
Členské obce se nacházejí na jihozápadním okraji Jizre'elského údolí a na přilehlých kopcích masivu Ramat Menaše jihovýchodně od Haify. Území oblastní rady je zhruba ohraničeno městy Afula, Umm al-Fachm a Jokne'am, přičemž tato města ale pod jurisdikci oblastní rady nespadají. Sídlo úřadů oblastní rady leží poblíž vesnice Megido. Oblastní rada má velké pravomoci zejména v provozování škol, územním plánování a stavebním řízení nebo v ekologických otázkách. V hranicích oblastní rady fungují tři základní školy a regionální střední škola umístěná v Ejn ha-Šofet.

## Dějiny

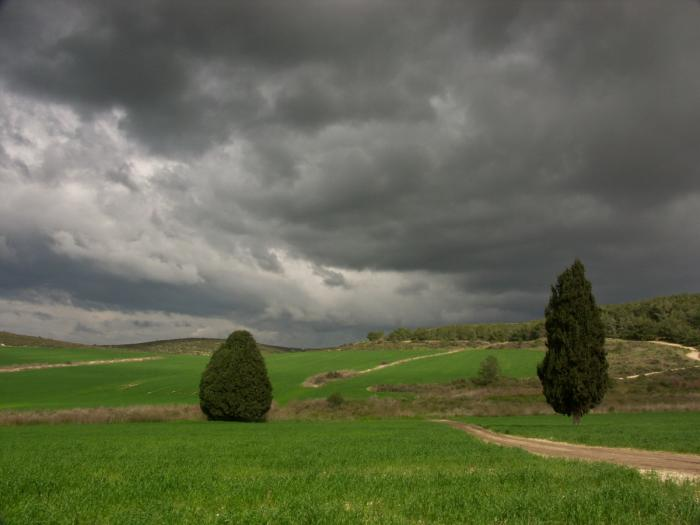
Krajina v Ramat Menaše

Název oblastní rady odkazuje na starověké město Megido, jehož zbytky se tu nacházejí.
Oblastní rada Megido byla založena roku 1945, tedy ještě před vznikem státu Izrael, jako jedno z prvních podobných regionálních sdružení židovských vesnických sídel. V té době již zde byla pokročilá síť židovských vesnic, z nichž nejstarší byl Mišmar ha-Emek založený roku 1926. V době svého založení sdružovala pět vesnic a měla celkovou populaci 3000 obyvatel. Během první arabsko-izraelské války v roce 1948 probíhaly v této oblasti četné boje (zejména o osadu Mišmar ha-Emek), na jejichž konci ale celý region ovládla izraelská armáda. Arabské osídlení v prostoru nynější oblastní rady tehdy skončilo.
Původně se nazývala rada Harej Efrajim (מועצת הרי אפרים‎). Současné pojmenování získala roku 1952 (kvůli průtahům při schvalování odsouhlaseno až roku 1954). V té době byla díky druhé vlně zakládání židovských vesnic po vzniku státu Izrael prakticky dokončena sídelní struktura v tomto regionu. Nejmladší členskou obcí zůstává Midrach Oz z roku 1952.

## Seznam sídel
Oblastní rada Megido sdružuje devět kibuců, dva mošavy, jednu společnou osadu (jišuv kehilati) a jednu mošavu.

### Kibucy
- Dalija
- Ejn ha-Šofet
- Gal'ed
- Giv'at Oz
- ha-Zorea
- Megido
- Mišmar ha-Emek
- Ramat ha-Šofet
- Ramot Menaše

### Mošavy
- Ejn ha-Emek
- Midrach Oz

### Společná osada
- Eljakim

### Mošava
- Jokne'am

## Demografie

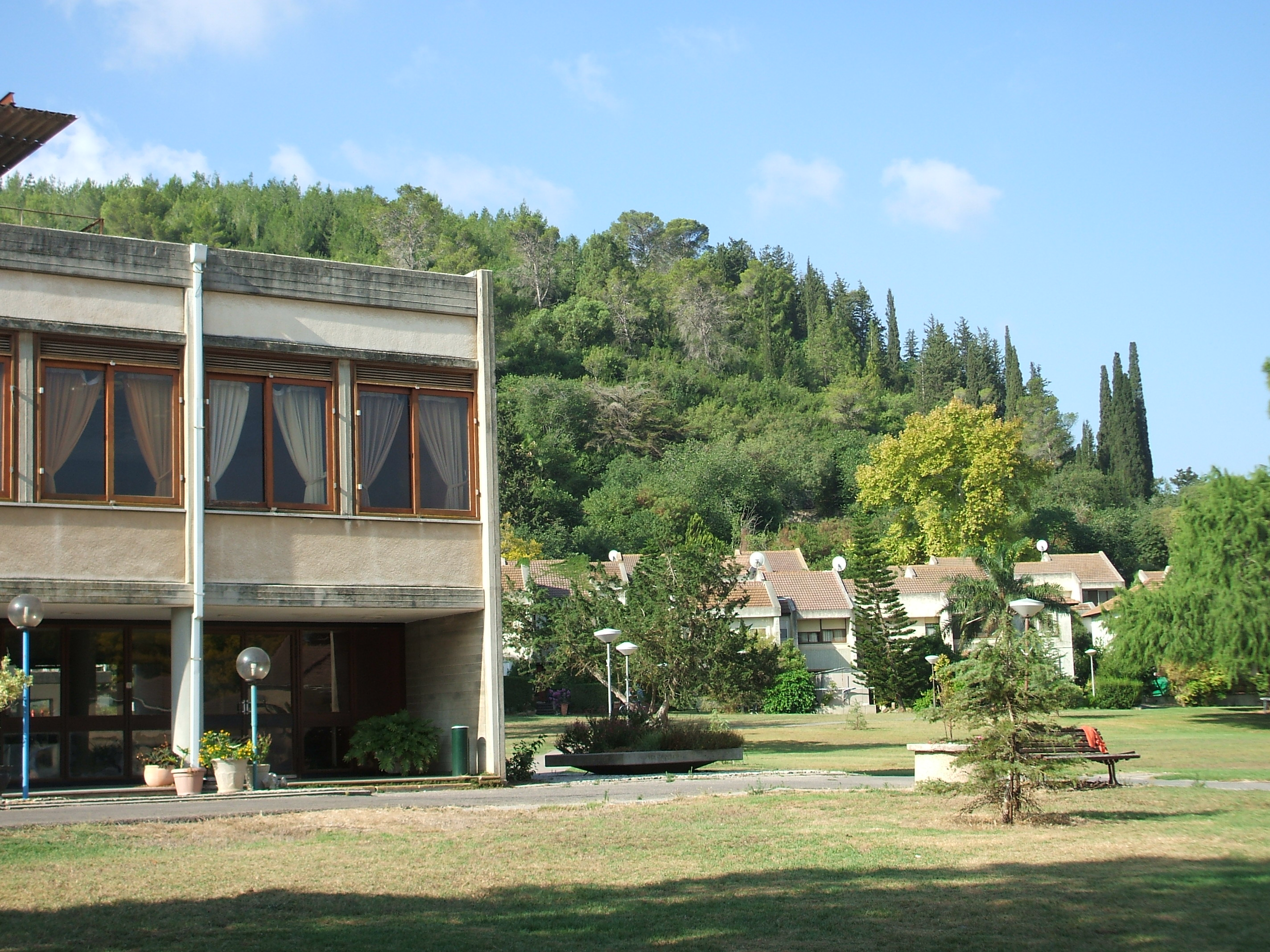
Kibuc ha-Zorea

K 31. prosinci 2014 žilo v oblastní radě Megido 11 300 obyvatel. Z celkové populace bylo 10 800 Židů. Včetně statistické kategorie „ostatní“ tedy nearabští obyvatelé židovského původu, ale bez formální příslušnosti k židovskému náboženství jich bylo 11 200.
| Rok            | 1961  | 1972  | 1983  | 1995  | 2006  | 2008  | 2009  | 2010   | 2011   | 2012   | 2013   | 2014   |
| -------------- | ----- | ----- | ----- | ----- | ----- | ----- | ----- | ------ | ------ | ------ | ------ | ------ |
| Počet obyvatel | 5 400 | 6 700 | 7 800 | 8 000 | 8 400 | 9 400 | 9 800 | 10 200 | 10 600 | 10 800 | 11 000 | 11 300 |